# Acromegalie

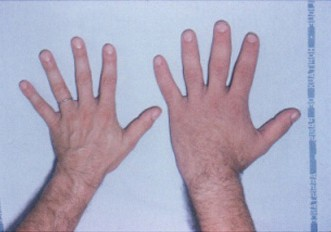
Mâna unui om sănătos (stânga) lângă cea a unui bolnav de acromegalie (dreapta)

Acromegalia este o boală hormonală rară provocată de hipersecreția hormonului somatotrop ( GH= growth hormone).
Apare după instalarea pubertatii și este caracterizată prin creșterea exagerată a oaselor feței: mandibulă, piramida nazala, dar si a oaselor late, în general. Se remarca totodata îngroșarea buzelor si a limbii (macroglosie), precum si dezvoltarea organelor interne (inimă, ficat, rinichi). Acromegalia afectează aproximativ 6 din 100.000 de oameni.
Se datoreaza prezentei la nivel hipofizar a unui adenom secretant de hormon de crestere: GH (growth hormone).
Clinic, pacientii acuza frecvent cefalee, tulburari de vedere, dureri articulare, amorteli (parestezii) la nivelul extremitatilor .
Manifestarile clinice flagrante sunt insotite si de modificari metabolice datorate excesului de hormon de crestere: hiperglicemie, intoleranta la glucoza si chiar diabet zaharat secundar.
Sub aspect endocrin, pot sa apara si alte manifestari legata de hipofunctia  celorlalte glande endocrine: hipogonadism, hipotiroidie, insuficienta pe linie corticosuprarenaliana. Acestea apar mai frecvent in cazul macroadenoamelor hipofizare ( > 10 mm diametru).
Daca adenomul comprima tija hipofizara, poate sa survina asa-numitul diabetul insipid ( datorat deficitului de hormon antidiuretic), caracterizat prin sindrom poliuro-polidipsic.
In cazul adenoamelor cu secretie mixta (GH si prolactina) pot sa apara manifestari specifice hiperprolactinemiei: la femei clasic fiind descris sindromul amenoree-galactoree, iar la barbati scaderea libidoului, impotenta, infertilitate. 
In fata unei suspiciuni de acromegalie se determina IGF-1 ( insulin growth factor 1) sau somatomedina C. Aceasta determinare fiind cel mai util test de depistare/ screening a acestei patologii.
Pentru confirmare, se recomanda efectuarea testului de toleranta la glucoza.
In vederea localizarii adenomului secretant de GH se practica CT sau RMN hipofizar, iar in vederea evaluarii impactului pe plan oftalmologic se efectueaza campul vizual.
Tratamentul chirurgical presupune excizia formatiunii hipofizare pe cale transsfenoidala si este considerat metoda de electie in tratarea acromegaliei.
O alta optiune terapeutica o reprezinta clasa de medicamente numita analogi de somatostatina. Acest tratament este recomandat pacientilor care prezinta recidiva post chirurgie sau dupa radioterapie. In functie de caz, tratamentul cu analogi de somatostatina se poate administra si preoperator, in vederea reducerii volumului tumoral.
O alta clasa de medicamente este reprezentata de antagonistii receptorului de GH: Pegvisomant, preferat in cazul pacientilor cu rezistenta la analogii de somatostatina.
In cazul adenoamelor cu secretie mixta ( GH si prolactina) se pot administra asa numitii agonisti dopaminergici ( Bromocriptina, Cabergolina), utilizati clasic in tratarea hiperprolactinemiei.
Radioterapia ramane rezervata cazurilor cu recidiva tumorala sau in cazul esecului tratamentului medicamentos.